# Micomitra perlucida
Micomitra perlucida är en tvåvingeart som först beskrevs av Hesse 1956.  Micomitra perlucida ingår i släktet Micomitra och familjen svävflugor. Inga underarter finns listade i Catalogue of Life.